# Shonan Bellmare
El Shonan Bellmare és un club de futbol japonès de la ciutat d'Hiratsuka.

## Història
El club fou fundat el 1968 com Towa Estate Development SC a la ciutat de Tochigi. Ascendí a la primera divisió de la Japan Soccer League (JSL) el 1972. Canvià el seu nom per Fujita Kogyo SC quan canvià la propietat del club a la companyia Fujita Kogyo, i es traslladà a la ciutat d'Hiratsuka.
El 1993 adoptà el nom Shonan Bellmare per ingressar a la J. League, tot i que inicialment jugà a la Japan Football League, on guanyà el campionat. Finalment ingressà a la màxima categoria del futbol japonès el 1994 però fou forçat a canviar el seu nom per Bellmare Hiratsuka, ja que la lliga requeria incloure el nom de la ciutat al de l'equip. L'any 2000 tornà a l'antic nom de Shonan Bellmare. Shonan es refereix a una zona costanera al llarg de la badia de Sagami que inclou Hiratsuka. Bellmare és un mot creuat de les paraules italianes bello i mare, que significa "mar bonic".

## Palmarès

### Towa / Fujita
- Campionat del Japó de futbol:
  - 1971
- Japan Soccer League (1a Divisió):
  - 1977, 1979, 1981
- Copa JSL:
  - 1973
- Copa de l'Emperador:
  - 1977, 1979

### Bellmare Hiratsuka / Shonan Bellmare
- Copa de l'Emperador:
  - 1994
- Recopa asiàtica de futbol:
  - 1996

## Futbolistes destacats
- Amaral
- Daniel Sanabria
- Hidetoshi Nakata
- Wagner Lopes
- Nobuyuki Kojima
- Hong Myung-Bo
- Keizo Imai